# Give it 2 Me
«Give it 2 Me» es una canción de la artista estadounidense Madonna compuesta para su undécimo álbum de estudio, Hard Candy. La compañía Warner Records la publicó el 24 de junio de 2008 como el segundo sencillo del álbum y se escribió como un himno que, aunque parezca hablar sobre el baile y el sexo, hace en realidad referencia a la carrera de Madonna, que abarcó tres décadas. Musicalmente, «Give it 2 Me» es una canción de música dance de tempo acelerado y presenta instrumentación percusiva del oeste de África y cencerros. Además, Pharrell Williams cantó las armonías vocales.
«Give it 2 Me» recibió reseñas positivas de críticos contemporáneos y recibió una nominación a los premios Grammy de 2009 a mejor grabación dance. Fue su 39.º sencillo en llegar al primer puesto en la lista Dance Club Songs de Billboard. Entró en el Billboard Hot 100 por una semana, donde alcanzó únicamente el puesto cincuenta y siete debido a su limitada radiodifusión. También llegó a la posición más alta de las listas de Hungría, Países Bajos y España e ingresó en los diez primeros de muchos otros países europeos. Su vídeo promocional muestra a Madonna recreando su sesión de fotografía en la revista Elle y fue dirigido por el fotógrafo Tom Munro. Williams apareció como invitado en el vídeo y recibió una respuesta positiva por su apariencia «retro». Madonna la interpretó durante la gira promocional de Hard Candy y en su Sticky & Sweet Tour, en el cual era el cierre de los conciertos.

## Composición e inspiración
Madonna y Pharrel Williams compusieron «Give it 2 Me» como una canción de auto manifiesto. Ingrid Sischy de la revista Interview preguntó a la cantante si la canción podía convertirse en un himno para las fiestas de Ibiza. Ella contestó que le gustaba la idea de la gente bailando su canción con esta finalidad. Cuando se le preguntó por su inspiración para escribirla, la artista comentó:

«Es un himno. La escribí básicamente [para] pasar un momento genial cantándola en un estadio. La letra es bastante autobiográfica. "Got no boundaries, got no limits. [...] Don't stop me now. [...] If it's against the law, arrest me" ("No tengo fronteras, no tengo límites. [...] No me detengan ahora. [...] Si es en contra de la ley, arréstenme"). Sí, así soy yo. La provocativa. La aburrida, predecible».

En una entrevista con MTV, Madonna explicó que una de sus ideas para Hard Candy era incorporar la imagen de un boxeador, concepto que repitió en la canción. Según ella, «tiene básicamente [un significado opuesto]. No soy el tipo de persona "dame todo lo que tienes", porque es una postura rígida». Originalmente, Madonna había decidido que el título de la canción sería también usado para el álbum, pero cambió de opinión cuando Timbaland puso a la venta un sencillo de nombre similar. La canción también está acreditada a Williams.

## Descripción

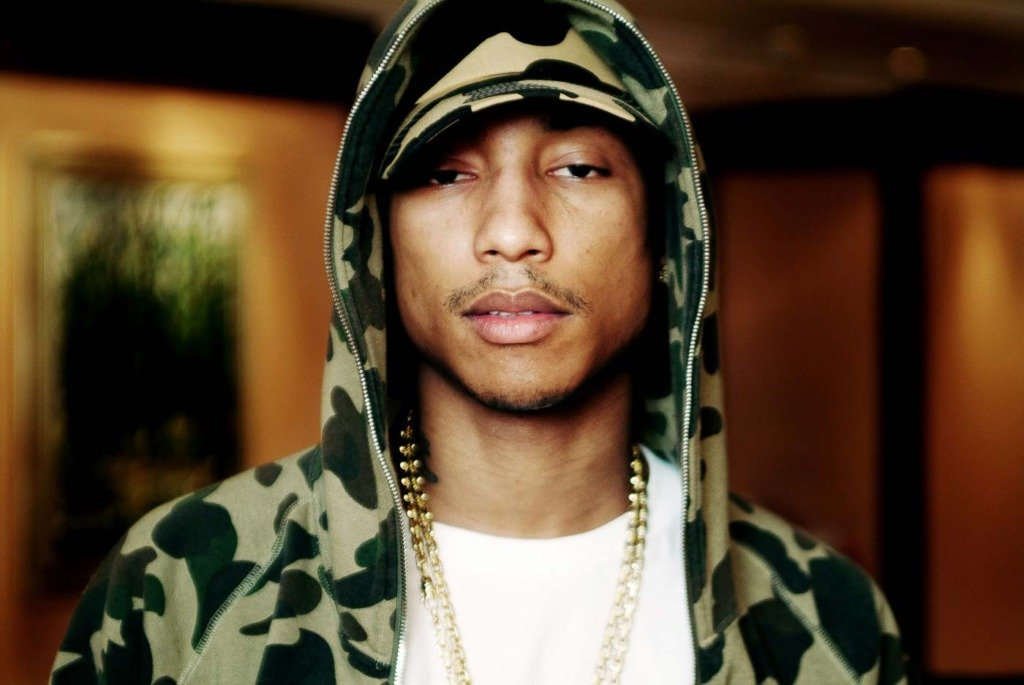
Pharrell Williams, uno de los compositores de «Give it 2 Me».

«Give it 2 Me» es una canción de música dance con un pulso acelerado que, según el diario The Sun, presenta un «ritmo animado» y el característico sonido funk de Williams. Caryn Ganz de Rolling Stone afirmó que la canción posee un arreglo de sintetizadores similar al de una discoteca con influencias del hip hop. Chris Williams de Entertainment Weekly comentó que las influencias de este tipo de música se da por el uso de cajas orquestales. Según la partitura publicada en Musicnotes, la canción está en un compás de 4/4 y se interpreta a 120 pulsaciones por minuto. Está compuesta en la tonalidad de sol♯ menor y el registro vocal de Madonna abarca desde sol3 hasta do5. Su progresión armónica básica consiste en mi♭-la♭-mi-sol♭-si♭-mi♭. «Give it 2 Me» comienza con un ritmo fuera de tiempo acompañado por percusión del oeste de África. La canción comienza con un crescendo mientras Madonna canta el verso «If it's against the law, arrest me, if you can handle it, undress me» («Si es contra la ley, arréstenme, si puedes sostenerlo, desvísteme»). Esto es seguido por el arreglo para sintetizadores, cuando la cantante interpreta el verso «When the lights go down and there's no one left, I can go on and on and on» («Cuando las luces se apagan y ya no hay nadie, puedo seguir»). También existe un interludio, donde Madonna canta las palabras «Get stupid» («Hazte estúpido») continuamente. Según Miles Marshall Lewis de The Village Voice, la canción presenta elementos de los trabajos de Nile Rodgers.
«Give it 2 Me» es una canción de auto manifiesto. Aunque la canción parezca hablar sobre el sexo y el baile, en realidad, Madonna utiliza el sarcasmo para enfatizar la larga duración de su carrera. La letra explica que no quiere retirarse y que posee la habilidad para continuar, como indica en los versos «Don't stop me now, no need to catch my breath, I can go on and on and on» («No me detengan ahora, no necesito tomar aliento, puedo seguir y seguir y seguir»).

## Recepción crítica
«Give it 2 Me» recibió en general críticas positivas. Elysa Gardner de USA Today la llamó «descomunal» e «intensa», y mencionó además que es una de las pistas más sobresalientes del álbum. Caryn Ganz de Rolling Stone la describió como un «arrollador himno de auto manifiesto». El sitio About.com la listó como una de las mejores pistas de Hard Candy y la llamó «una maravillosa [y] divertida canción de Madonna para bailar». Mark Beech de Bloomberg Television la llamó «un poco de ganas de hacer carrera en la pista de baile», debido al verso «Give me a record and I'll break it» («Denme un récord y lo romperé»). Además, criticó su interludio y lo llamó «pura estupidez». Jon Pareles del New York Times y Alexis Petridis de The Guardian la compararon con la de Rick James «Super Freak» (1981). Mark Savage de la BBC la describió como «uno de los pocos momentos cien por ciento pop [de Hard Candy], destacando una percusión bonita [...] y un sentido del humor que Madonna había perdido desde sus días de Dick Tracy».
En su reseña de Hard Candy, Chris Williams de Entertainment Weekly elogió el tema, y dijo que con «melodías como la de "Give it 2 Me", [Madonna] revive el espíritu de celebración de sus primeros sencillos como "Lucky Star" o "Holiday" [...] a través de la explosión del hip hop». Además, la llamó la pista más excitante para una discoteca. Joan Anderman de Boston Globe afirmó que la canción «golpea implacablemente, eufóricamente, al ritmo de un cencerro virtual rechinante y un bajo extraño». Joey Guerra de Houston Chronicle elogió «su groove furioso y el ritmo atronador» de la canción. Miles Marshall Lewis de The Village Voice comparó la canción con «Material Girl» y la música del productor Nile Rodgers. Pete Paphides de The Times notó cuán diferente sonaba Madonna en canciones del álbum como «Give it 2 Me», «Dance 2night» y «She's Not Me». No obstante, el tema recibió críticas negativas de Thomas Hauner, de PopMatters, que afirmó que «[la] percusión inspirada en el oeste de África —lanzada al aire en el álbum y que da azarosamente en el punto— desbarata completamente el potencial total de la canción». En la 51.ª edición de los premios Grammy, «Give it 2 Me» recibió una nominación en la categoría de mejor grabación dance, pero perdió ante «Harder, Better, Faster, Stronger» del dúo electrónico Daft Punk.

## Recepción comercial

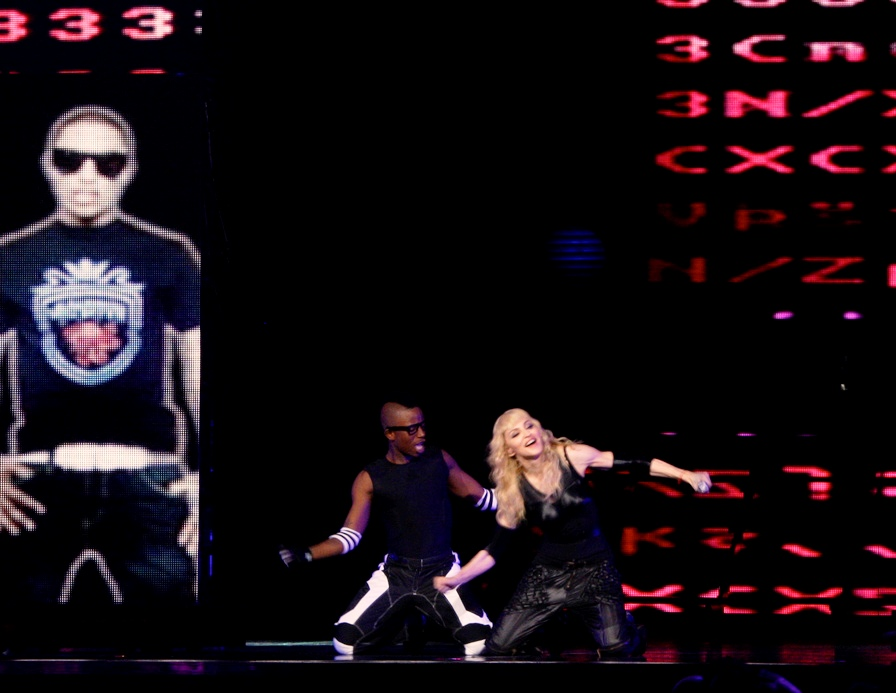
Madonna interpretando «Give it 2 Me» en el Sticky & Sweet Tour; Pharrell Williams aparece en las pantallas cantando sus partes.

En los Estados Unidos, antes de su lanzamiento oficial como sencillo, «Give it 2 Me» se convirtió en el sencillo en debutar en el máximo puesto de la semana en el Billboard Hot 100 al ingresar al número cincuenta y siete, pero abandonó la lista la semana siguiente. Entró a la lista únicamente basándose en ventas digitales y debutó en el Digital Songs en el número veintiuno y en el Pop 100 en el lugar cuarenta y uno. No se la difundió hasta su lanzamiento a la radio. Llegó al puesto más alto de las listas Hot Dance Airplay y Dance Club Songs y está considerado su 39.º sencillo en llegar al primer lugar en esta última. Hacia abril de 2010, la canción había vendido 316 000 unidades en formato digital. Antes de su lanzamiento oficial en Canadá, debutó en el octavo puesto en la Canadian Hot 100 y se convirtió así en el sencillo en debutar en la máxima posición de la semana. En las semanas siguientes, osciló en esta lista, pero no superó su debut en el octavo lugar. Figuró allí en total veinte semanas.
«Give it 2 Me» ingresó en la UK Singles Chart en el número 73, pero la abandonó la semana siguiente. Reingresó en el puesto veinticinco y posteriormente, llegó al séptimo lugar. En total, permaneció en la lista por diecinueve semanas. Según Official Charts Company, la canción vendió 170 000 copias en el Reino Unido. En Australia, debutó en el puesto veintitrés, antes de retirarse de la lista. En los Países Bajos, entró en el puesto diecinueve; en su cuarta edición, la canción alcanzó el primer puesto y pasó en total seis semanas allí. En agosto de 2008, «Give it 2 Me» debutó en el primer puesto en la lista española y pasó cuatro semanas allí. También estuvo entre los diez primeros lugares de las listas oficiales de Austria, Bélgica (Flandes y Valonia), República Checa, Dinamarca, Finlandia, Francia, Alemania, Irlanda, Italia, Eslovaquia y Suiza. El sencillo además recibió discos de platino en Brasil y Dinamarca por haber vendido 100 000 y 30 000 copias, respectivamente.

## Vídeo promocional

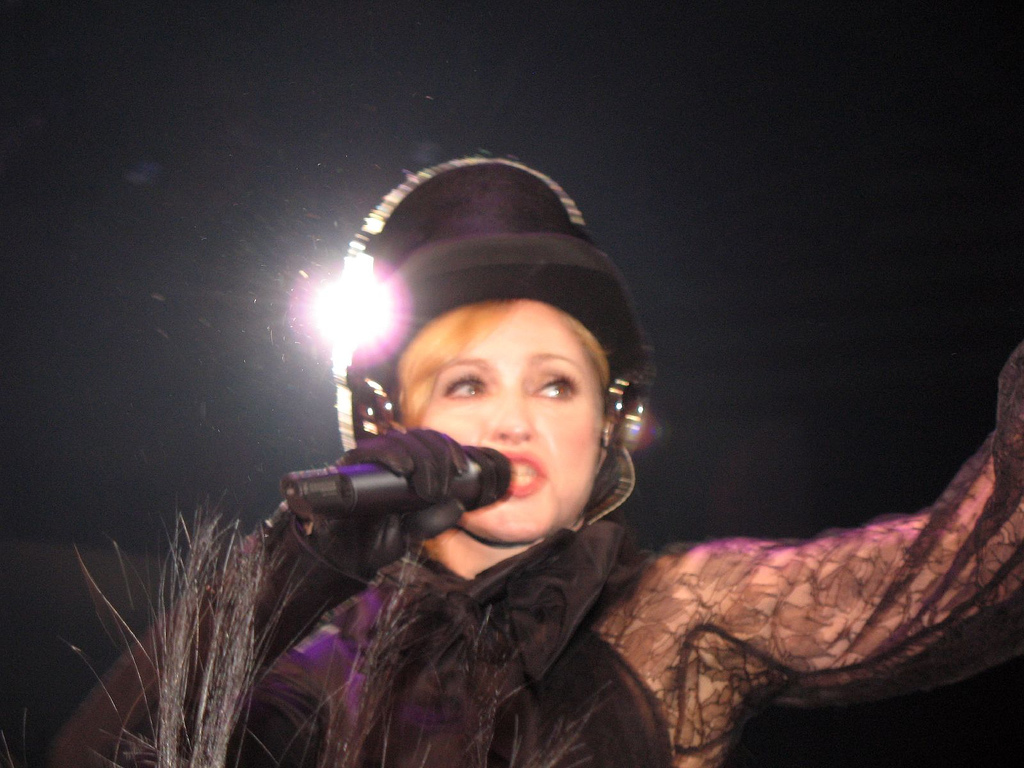
La crítica de MTV consideró que, en el vídeo, pueden apreciarse elementos similares a los de la gira Confessions Tour.

El vídeo promocional se filmó el 3 de abril de 2008 en los estudios Sunbeam en Londres y fue dirigido por el fotógrafo de moda Tom Munro y Nathan Rissman. Su rodaje se llevó a cabo durante una sesión de fotografía con la revista Elle para su edición de mayo de ese año. La apariencia de Madonna se inspiró en dicha sesión. En él, el rapero Pharrell Williams aparece como artista invitado; se presenta junto a Madonna cantando a la cámara de espaldas a varios telones de fondo. La cantante usó botas altas de PVC con tacón, ropa interior visible y blusas finas en el vídeo, además de sombreros y bufandas. Estos trajes fueron diseñados por varias marcas de ropa, entre ellas Chanel y Roberto Cavalli.
El vídeo comienza con Madonna elongando frente a un espejo mientras se escucha el ruido del tránsito. Durante la primera estrofa, Madonna usa un vestido negro de Chanel con maquillaje retro. En el puente, baila de espaldas a una pantalla blanca usando un sombrero y sentada en un sofá. Durante el estribillo, baila agitando una bufanda de piel negra. En la segunda estrofa, ambos artistas se ven juntos en algunos planos y el rapero usa anteojos. En el interludio, Williams arrastra una valija por el piso atrás de Madonna. El vídeo termina con la artista exhausta, dormida en el piso del estudio.
El Daily Mail lo llamó «pervertido» y comentó que «[Madonna] no planea bajar el tono de su picante imagen». MTV dijo que la esencia del vídeo residía en el álbum recopilatorio The Immaculate Collection (1990), cuyas imágenes muestran a Madonna usando trajes cubiertos de joyas. Las tomas en blanco y negro y el tono burlesco se compararon con «Vogue» (1990). Según MTV, se incluyeron también elementos de la gira de 2006 Confessions Tour en las coreografías. Añadió: «[Madonna] produjo una nueva [coreografía], un cameo de Pharrell y suficientes joyas para dar a Mr. T un complejo de inferioridad». Bill Lamb de About.com alabó el «estupendo» cuerpo de Madonna en el vídeo, aunque cumplió 50 años en agosto de ese año. Comentó también que enfatiza su «increíble poder de permanencia como una de las mayores estrellas pop durante 25 años». Sin embargo, Eric Wilson del New York Times notó que Madonna no tiene una apariencia revolucionaria, como en sus vídeos de las décadas de 1980 o 1990.

## Presentaciones en directo

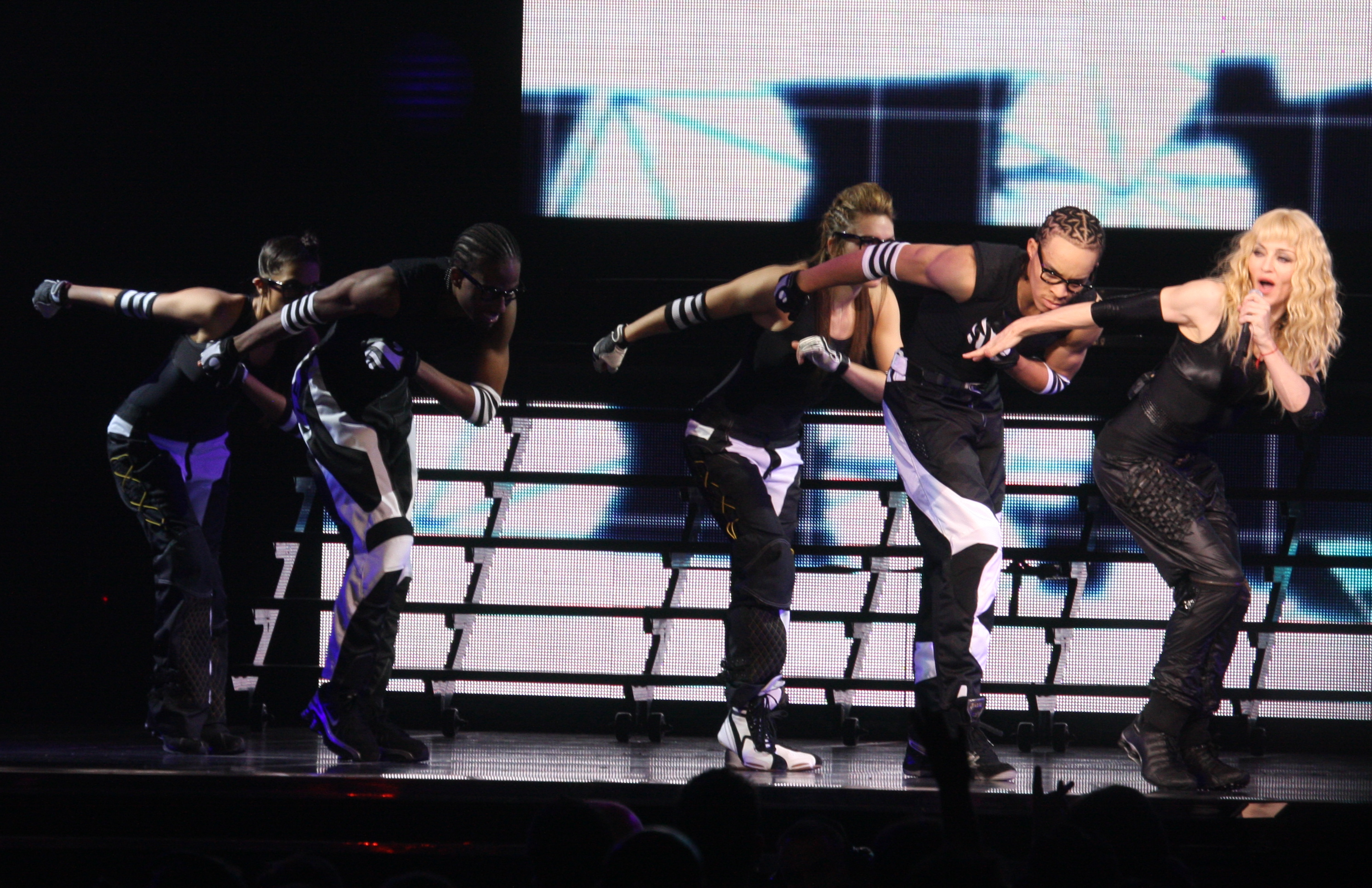
Madonna interpretando la canción con sus bailarines en la primera etapa de su gira, Sticky & Sweet Tour en 2008.

La canción se interpretó durante la gira promocional de Hard Candy y el Sticky & Sweet Tour y ambas versiones fueron similares. En la primera, «Give it 2 Me»  fue la quinta canción del programa y en ella Madonna usó un traje negro brillante, pantalones Adidas y botas con taco alto y cordones. En cada estribillo, Madonna y sus bailarines saltaban mientras movían sus manos en el aire. Además, se utilizaron luces de láser durante la presentación y dos pantallas con movimiento al fondo del escenario que mostraban a Williams cantando sus partes.
En el Sticky & Sweet Tour, «Give it 2 Me» cerraba el segmento de «rave futurístico con influencia japonesa». Además, se la mezcló con la remezcla de Peter Rauhofer de la canción de Funky Green Dogs «Fired Up!» y la de Jody Den Broeder del tema. Durante el último segmento del espectáculo, Madonna usaba un traje robótico y futurista diseñado por Heatherette, con placas en los hombros y se dejaba el pelo suelto y ondulado. Durante sus presentaciones, parte de la letra aparecía en las pantallas, imitando los videojuegos de 1980 como Space Invaders o Asteroids. Gradualmente, más bailarines se le iban uniendo y comenzaban a saltar en el escenario. Si bien Williams figuraba en las pantallas para cantar sus partes, se presentó junto a Madonna en su recital en el Madison Square Garden. Hacia el final del concierto, Madonna invitó al público a cantar con ella, mientras gritaba «¡Nadie me va a detener nunca!». La interpretación finalizaba con las pantallas mostrando su cara sudada y extenuada mientras desaparecía tras ellas, donde se leía «game over» («Juego terminado») y «Holiday» comenzaba a sonar. Apareció en los vídeos de «The Sweet Machine» y «Get Stupid». Madonna usó samples de «Give it 2 Me» y «Material Girl» en su gira The MDNA Tour durante la actuación de «Girl Gone Wild» de MDNA (2012).

## Lista de canciones
| - CD1 (Reino Unido y Europa) 1. «Give it 2 Me» (versión de álbum) – 4:47 2. «Give it 2 Me» (remezcla extendida de Paul Oakenfold) – 7:08 - CD2 (Reino Unido y Europa) 1. «Give it 2 Me» (versión de álbum) – 4:47 2. «Give it 2 Me» (Oakenfold Drums In) – 5:45 3. «Give it 2 Me» (remezcla de Eddie Amador) – 7:56 - Maxi sencillo (Estados Unidos y Europa) 1. «Give it 2 Me» (remezcla de Fedde le Grand) – 6:40 2. «Give it 2 Me» (remezcla extendida de Oakenfold) – 6:59 3. «Give it 2 Me» (Oakenfold Drums In) – 5:44 4. «Give it 2 Me» (Eddie Amador Club) – 11:05 5. «Give it 2 Me» (remezcla de Eddie Amador) – 7:52 6. «Give it 2 Me» (remezcla de Tong & Spoon) – 7:35 7. «Give it 2 Me» (Jody den Broeder Club) – 9:33 8. «Give it 2 Me» (remezcla de Sly and Robbie Bongo) – 4:54 - 12" (Estados Unidos) 1. «Give it 2 Me» (versión del álbum) – 4:47 2. «Give it 2 Me» (remezcla de Eddie Amador) – 7:52 - 7" (Estados Unidos) 1. «Give it 2 Me» (edición) – 4:02 2. «Give it 2 Me» (edición de la remezcla de Eddie Amador) – 7:52 | - CD promocional (Estados Unidos) 1. «Give it 2 Me» (versión del álbum) – 4:47 2. «Give it 2 Me» (edición) – 4:02 - Paquete de dos CD promocionales (Estados Unidos) Disco 1: 1. «Give it 2 Me» (remezcla de Eddie Amador) – 11:05 2. «Give it 2 Me» (remezcla edición 7 de Eddie Amador) – 7:18 3. «Give it 2 Me» (remezcla edición 5 de Eddie Amador) – 4:56 4. «Give it 2 Me» (Eddie Amador Dub) – 10:37 5. «Give it 2 Me» (edición 7 de Eddie Amador Dub) – 7:26 6. «Give it 2 Me» (remezcla "Houselover" de Eddie Amador) – 7:52 7. «Give it 2 Me» (edición 5 de la remezcla "Houselover" de Eddie Amador) – 4:50 Disco 2: 1. «Give it 2 Me» (remezcla de Jody) – 9:29 2. «Give it 2 Me» (edición 7 de la remezcla de Jody) – 7:25 3. «Give it 2 Me» (Jody Dub) – 9:57 4. «Give it 2 Me» (Jody Edit) – 4:07 5. «Give it 2 Me» (Jody Edit TV) – 4:08 6. «Give it 2 Me» (remezcla de Oakenfold) – 5:46 7. «Give it 2 Me» (Oakenfold Dub) – 6:14 8. «Give it 2 Me» (Oakenfold Extended) – 6:59 9. «Give it 2 Me» (Oakenfold Drums In) – 5:54 |

## Posicionamiento en listas
| País (Lista 2008)                  | Mejor posición |
| ---------------------------------- | -------------- |
| Alemania                           | 8              |
| Australia                          | 23             |
| Austria                            | 10             |
| Bélgica Flandes                    | 2              |
| Bélgica Valoniax                   | 3              |
| Canadá                             | 8              |
| Dinamarca                          | 4              |
| España                             | 1              |
| Estados Unidos (Billboard Hot 100) | 57             |
| Estados Unidos (Dance Club Songs)  | 1              |
| Estados Unidos (Dance Airplay)     | 1              |
| Eslovaquia                         | 7              |
| Finlandia                          | 2              |
| Francia                            | 5              |
| Hungría                            | 1              |
| Irlanda                            | 10             |
| Italia                             | 3              |
| Noruega                            | 16             |
| Países Bajos                       | 1              |
| Reino Unido                        | 7              |
| República Checa                    | 4              |
| Rusia                              | 3              |
| Suecia                             | 13             |
| Suiza                              | 4              |
| Unión Europea                      | 2              |
| Venezuela                          | 1              |

| País (Lista 2008)                 | Posición |
| --------------------------------- | -------- |
| Alemania                          | 52       |
| Austria                           | 66       |
| Bélgica Flandes                   | 24       |
| Bélgica Valonia                   | 49       |
| España                            | 4        |
| Estados Unidos (Dance Club Songs) | 8        |
| Francia                           | 54       |
| Italia                            | 11       |
| Países Bajos                      | 26       |
| Reino Unido                       | 73       |
| Suecia                            | 60       |
| Suiza                             | 35       |
| Unión Europea                     | 30       |
| País (Lista 2009)                 | Posición |
| Hungría                           | 34       |

## Certificaciones
| País (organismo certificador) | Certificación | Ref.   |
| ----------------------------- | ------------- | ------ |
| Brasil (ABPD)                 | Platino       | [ 43 ] |
| Dinamarca (IPFI — Dinamarca)  | Platino       | [ 44 ] |
| España (PROMUSICAE)           | Oro           | [ 78 ] |
| Italia (FIMI)                 | Platino       | [ 79 ] |
| Reino Unido (BPI)             | Plata         | [ 80 ] |

## Historial de lanzamientos
| País           | Fecha                | Formato                |
| -------------- | -------------------- | ---------------------- |
| Estados Unidos | 24 de junio de 2008  | Contemporary hit radio |
| Reino Unido    | 14 de julio de 2008  | Sencillo en CD         |
| Argentina      | 16 de julio de 2008  | Sencillo en CD         |
| Estados Unidos | 26 de agosto de 2008 | Vinilo                 |
| Reino Unido    | 15 de julio de 2008  | Vinilo                 |

## Créditos y personal
- Madonna: composición, producción y voz
- Pharrell Williams: composición y armonías vocales
- The Neptunes: producción
- Mark «Spike» Stent: mezcla
- Andrew Coleman: mezcla